# Міхай Ботез
Міхай Горія Ботез (рум. Mihai Horia Botez; 18 листопада 1940, Бухарест — 11 липня 1995, Бухарест) — румунський математик, дисидент і дипломат. Постійний представник Румунії при Організації Об'єднаних Націй (1992—1994).

## Життєпис
Народився 18 листопада 1940 року в Бухаресті. Закінчив математичний факультет Бухарестського університету. У 1966 році захистив докторську дисертацію в Центрі математичної статистики Румунської академії під керівництвом професора Георге Міхока. Професор (1970)
Міхай Ботез працював спочатку математиком-дослідником, доцентом кафедри економічної кібернетики, статистики та досліджень ASE (1967), а потім викладач математичного факультету кафедри статистики та розрахунку ймовірностей.
У 1967 році був призначений директором Центру перспективних досліджень.
У 1974—1977 рр. — директор Міжнародного центру методології дослідження майбутнього та розвитку.
У 1976 році провів кілька місяців як гість у Міжнародному центрі науковців Вудро Вільсона.
У 1977 році втратив посаду директора та академіка через свою незгоду з режимом Ніколае Чаушеску.
У 1979 році написав «Меморіал румунських інтелектуалів», який був прочитаний на Радіо «Вільна Європа» та опублікований у французькому журналі «La Nouvelle Alternative».
У 1985 році брав участь у Європейському конгресі культури в Мадриді, Іспанія.
У 1987 році після публікації у французькому журналі «L'Express» критичного інтерв'ю про ситуацію в Румунії, був призначений директором Обчислювального центру в Тулчі.
У 1988 році отримав політичний притулок у США, де отримав стипендію, після чого працював у ряді академічних установ, Стенфордському університеті, Університеті Індіани, Міжнародному центрі науковців Вудро Вільсона.
У 1992—1994 рр. — Постійний представник Румунії при Організації Об'єднаних Націй
У 1994 році — Надзвичайний і Повноважний Посол Румунії в США.
11 липня 1995 року помер від внутрішньої кровотечі від цирозу печінки.